# 1925年ウィンブルドン選手権
1925年 ウィンブルドン選手権（1925ねんウィンブルドンせんしゅけん、The Championships, Wimbledon 1925）に関する記事。イギリス・ロンドン郊外にある「オールイングランド・ローンテニス・アンド・クローケー・クラブ」にて開催。

## 大会の流れ
- チャレンジ・ラウンドとオールカマーズ・ファイナルによる旧方式が1921年を最後に廃止され、1924年から「ナショナル・シーディング」（National seeding）によって抽選を決定した。ナショナル・シーディングとは、ウィンブルドンに出場選手を送り込む国のテニス協会が、最大でシングルス4名・ダブルス2組まで有力選手を指名し、それに基づいて抽選を決める方式である。まだイギリス人選手が大半を占めていた時代、この方式では外国選手の大半が早期敗退するデメリットがあった。1926年までの抽選表は、シード選手の公式な順位を残していない。

## 大会経過

### 男子シングルス
準々決勝
- アンリ・コシェ vs.  ジョン・ヘネシー　7-9, 4-6, 6-1, 6-3, 6-0
- ジャン・ボロトラ vs.  ルイス・バークレー　6-3, 5-7, 6-3, 6-3
- ジェームズ・アンダーソン vs.  ヘクトル・フィッシャー　6-1, 6-1, 6-4
- ルネ・ラコステ vs.  シドニー・ヤコブ　6-3, 6-8, 6-0, 6-4

準決勝
- ジャン・ボロトラ vs.  アンリ・コシェ　5-7, 8-6, 6-4, 6-1
- ルネ・ラコステ vs.  ジェームズ・アンダーソン　6-4, 7-5, 6-1

### 女子シングルス
準々決勝
- キティ・マッケイン vs.  エスナ・ボイド　6-1, 6-1
- スザンヌ・ランラン vs.  ジェラルディン・ビーミッシュ　6-0, 6-0
- ジョーン・フライ vs.  ダフネ・アクハースト　2-6, 6-4, 6-3
- マルグリット・ブロクディス vs.  メアリー・マキルカム　6-3, 6-3

準決勝
- スザンヌ・ランラン vs.  キティ・マッケイン　6-0, 6-0
- ジョーン・フライ vs.  マルグリット・ブロクディス　6-2, 4-6, 6-3

## 決勝戦の結果
男子シングルス
- ルネ・ラコステ vs.  ジャン・ボロトラ　6-3, 6-3, 4-6, 8-6

女子シングルス
- スザンヌ・ランラン vs.  ジョーン・フライ　6-2, 6-0

男子ダブルス
- ジャン・ボロトラ＆ ルネ・ラコステ vs.  レイモンド・ケーシー＆ ジョン・ヘネシー　6-4, 11-9, 4-6, 1-6, 6-3

女子ダブルス
- スザンヌ・ランラン＆ エリザベス・ライアン vs.  キャスリーン・ブリッジ＆ メアリー・マキルカム　6-2, 6-2

混合ダブルス
- ジャン・ボロトラ＆ スザンヌ・ランラン vs.  ウンベルト・デ・モルプルゴ＆ エリザベス・ライアン　6-3, 6-3